# Silent Hill: Shattered Memories
Silent Hill: Shattered Memories (サイレントヒル　シャッタードメモリーズ, Sairento Hiru: Shattādo Memorīzu) je survival horror videoigra u serijalu Silent Hill. Igru je napravio Climax Studios, a objavio Konami Digital Entertainment za Nintendo Wii konzolu u prosincu 2009. godine. Igra je objavljena još za PlayStation 2, i PlayStation Portable u siječnju 2010. godine. U travnju 2014. pojavila se na PlayStation Networku u Europi. Igra se cjelokupno bazira na prvu igru. Sedma je igra u serijalu Silent Hill igara.
Shattered Memories bazira se na radnji prve igre iz 1999. godine – Harry Masonovoj misiji da pronađe nestalu kćer Cheryl u američkom gradu Silent Hill, ali u drugačijem svijetu, tj. paralelnom svijetu, gdje se susreću novi likovi, zadaci, lokacije pa čak i čudovišta. Također je pet završetaka dostupno. Gameplay sadrži dva dijela: Harry Masonov put kroz Silent Hill u potrazi za Cheryl i terapiju sa psihijatrom, koji igrača pita razna pitanja, koja kasnije utječu na igru u paralelnom svijetu.

## Gameplay
Silent Hill: Shattered Memories temelji se na prvom dijelu serijala Silent Hill. Harry Masonovom zadatku da pronađe nestalu kćer Cherly nakon što se sudario autom u smetlište, iako radnja vodi u sasvim drugačiji plot. Osobnosti likova iz izvorne igre također su se promijenile te je dodano nekoliko novih likova.
Silent Hill: Shattered Memories dijeli gameplay na dvije lokacije. Prvu u uredu psihijatra Dr. Michaela Kaufmanna, a druga u gradu Silent Hill. Na prvoj lokaciji, tj. u prvom dijelu igre, igrač razgovara i odgovara na razna pitanja Dr. Kaufmanna. Odgovori na ta pitanja kasnije utječu na likove, radnju pa čak i svršetak igre u Silent Hillu.
U drugom dijelu, igrač igra s Harry Masonom, u potrazi za Cheryl Mason kroz Silent Hill. Igrač kroz igru može skupljati takozvane momentoe, tj. stare objekte koje liku imaju vrijednost.

## Radnja
Igra započinje uvodnim videom u uredu doktora Kaufmanna. Također se prikazuju scene zasad još nepoznatog vozača na snježnoj cesti. Kaufmannova tajnica obavještava da je pacijent stigao te se za to vrijeme vozač zabija u smetlište zbog neoprezne vožnje po snijegu. Video završava s onesvještenim vozačem. Igra započinje te nas doktor Kaufmann uvodi u terapiju. Objašnjava kako se moramo vratiti na početak (igra je zamišljanje prve igre pa se vraćamo u nju) kako bi razumjeli što se zapravo dogodilo. Prije početka igranja, nepoznati pacijent tj. igrač mora ispuniti kratku anketu s pitanjima koja će kasnije utjecati na igru, pitanja o alkoholu, seksu i sličnim. Igrač je dužan samo označiti DA ili NE na postavljena pitanja. Nakon ankete, počinje igra. 
Dosad nepoznati vozač – Harry Mason – budi se nakon sudara te primjećuje da mu je kćer Cheryl nestala. Uzima svijetlo te kreće u potragu za njom. Harry prolazi kroz razne lokacije pune snijega, dok konačno ne dođe do dvaju kafića, no može ući u samo jedan, to ovisi o odgovorima na pitanja u anketi. Također katkad kafići mijenjaju tematiku, katkad je sportski, a katkad noćni klub. Ovisi gdje uđe, Harry može upoznati policajku Cybil Bennett ili konobaricu. Više manje nije važno, no ako ne upozna Cybil tek će je nešto kasnije upoznati. Nakon što shvati gdje mu je kuća – u Silent Hillu, kreće do nje u nadi da će tamo pronaći Cheryl. Na putu do kuće, prima poziv od kuće, u kojem mu prestrašena curica – Cheryl govori kako se ne može boriti, tj. uvodi igrača da se ne može boriti protiv nadolazećih čudovišta tj. „noćnih mora”. Nakon poziva svijet se smrzne te Harry mora pronaći izlaz. Nakon što ga pronađe, prvi put se susrećemo s „noćnim morama” koje će loviti Harryja sve do kuće. Harry prestrašen počinje bježati gdje počinje element straha i panike. Igrač se mora što prije snaći u prostoru, inače će ga noćne more ubiti. Orijentacija je veoma zahtjevna pošto postoji više od jednih vrata kroz koje igrač može proći što zahtjeva brzo i dobro snalaženje u prostoru. Harry, nakon što pobjegne, nađe se ispred svoje kuće, gdje nas igra vraća u ured doktora Kaufmanna. U ovoj terapiji, igrač odgovara na par predloženih pitanja o braku, prijateljstvu i obitelji te na kraju mora bojicama obojati sliku kuće u kojoj ćemo se nalaziti nakon terapije. Odgovori na pitanja su veoma važni jer utječu na Harryjevu osobnost i ponašanje. Bojanje pak ne prezentira ništa, već kako će kuća izgledati. 
Vraćamo se u igru, Harry, nakon što shvati da mu u vlastitoj kući živi jedan bračni par, ovisno o odgovorima, može biti bijesan i drzak, ili pak smiren i drag. Nakon što ga obitelj istjera iz kuće, dolazi Cybil, policajka koju smo prethodno upoznali, no nije nužno. Ako smo je već upoznali bit će puno razumnija i draga, no ako je po prvi puta upoznajemo bit će drska i ljuta. Odgovori na pitanja također utječu na Cybil, može se pojaviti draga i razumna, te u jednostavnoj i običnoj odjeći, no može biti i drska i nerazumna. Također, ako je igrač odgovorio DA na pitanje „Jeste li uživali u igranju uloga tijekom seksa?” Cybil će se pojaviti u sexy odjeći, što specifiriaju naglašene grudi. Kako bilo, Cybil odvodi tj. trebala je odvesti Harryja u policijsku postaju kako bi razjasnili stvari, no auto zatrpava snijeg te Cybil izlazi vani kako bi provjerila gdje se nalazimo. Nakon par sekundi, Harry izlazi iz auta, kako bi shvatio da je Cybil nestala. Harry nastavlja u potrazi za Cheryl kroz kamp. Kroz potragu zove ga Cybil, ovisno o odgovorima može biti ljuta ili draga jer je Harry napustio službeno vozilo. Harry kaže kako će krenuti prema Silent Hillu te poklapa. Nakon što prijeđe malu rijeku, ulazi u prostoriju s krvavim bazenom te se prvi put susreće s „uhoditeljem” malom crnom figurom nalik na dječaka. Nakon što se svijet ponovno smrzne, ulazimo u novu „noćnu moru” gdje nas „noćne more” ponovno ganjaju. Nakon što Harry pobjegne, po prvi put u igrici nije noć, već dan. Ubrzo shvatimo kako se nalazimo ispred Srednje škole Midwich, nakon Harry prima poziv od Cybil, kako je moguće da je Cheryl odvedena u dvoranu, gdje se inače sklanjaju ljudi tijekom oluja. Ponovno se vraćamo na terapiju doktora Kaufmanna gdje nas pita pitanja vezana uz školu, tipa jesmo li u školi bili nasilnik, štreber i slično. Također nam daje papir na kojem slažemo najdraže školske sate, pitanja utječu na izgled škole i kasnije nadolazećih likova. Kroz školu nalazimo razne „momentoe” tj. stvari nekada bile važne. Skoro pa na izlazu iz škole, dobivamo prvu poruku od Dahlie, tinejdžerice koja Harryju pokazuje svoj novi „stil” odijevanja. Ovisno o odgovorima može biti, Punk, Stoner ili pak Seksi odjeća. Svaka Dahlia ima svoju osobnost, ponašanje i izgled. Nakon što Harry uđe u dvoranu upoznaje u svakom obliku simpatičnu Michelle Valdez, koja je došla pjevati za školsko ujedinjenje, no jedina je koja se pojavila. Harry objašnjava Michelle kako je u potrazi za kćeri Cheryl Mason, na što Michelle odgovara kako je Cheryl Mason s njom išla u školu te mu pokazuje sliku. Harry sav zbunjen, predlaže provaljivanje u ured ravnatelja kako bi izvukao podatke o Cheryl. Nakon što izvuče podatke, ispostavi se da je to ustinu Harryjeva kćer. Harry zove Cherlyin broj mobitela, na koji se javlja Dahlia te mu govori da ga ostavi na miru. Svijet se ponovno smrzava te nastupa nova „noćna mora”. Nakon more, Harry ponovno susreće Michelle te kreću zajedno do The Balkana, kafića u kojem Michelle radi. Kafić također može izgledati drugačije, ovisno o odgovorima. Nakon što Michelle kaže da će sve biti u redu te da će ponovno vidjeti svoju ženu i kćer, Harry ostaje u čudu, jer se ne sjeća da ima ženu, a nosi vjenčani prsten. Ide u kupaonu da bi se umio, gdje bi ga zatim zatekla Dahlia. 
Harry ostaje u čudu, jer je očigledno Michelle zamijenjena Dahlijom. Harry sav u čudu, slijedi Dahliju u auto kako bi došao do kćeri što prije. U autu, sve ovisno o odgovorima vode različite razgovore. Kada krenu preko mosta, nastupa „noćna mora”, svijet se ponovno smrzaje, a Dahlia i Harry, zajedno s autom upadaju u rijeku. Ovisno o igračevim potezima, Harry može ili pobjeći ili se utopiti. Oba scenarija završavaju ponovno u uredu doktora Kaufmanna. U ovoj terapiji tema je smrt, odgovaramo na pitanja o smrti te Kaufmann pretpostavlja kako bi igrač htio umrijeti. Može biti „okružen obitelji”, „okružen prijateljima”, „u snu”, „napiti se do smrti” ili pak „voditi ljubav sve do smrti”. Vraćamo se na igru, a Harryja pronalazi Cybil te ga presvlači u novu odjeću. Odjeća također varira, pa tako može biti sportska, zavodnička ili pak dva tipa običnog stila. Odjeća naravno ovisi o odgovorima na pitanja. Hodajući kroz bolnicu, svijet se ponovno smrzaje pa čak i Cybil te se nalazimo u novoj „noćnoj mori”. Ovo je također jedna od dužih mora u igrici. Po završetku, Harry upoznaje Lisu Garland, medicinsku sestru, koja, ovisno o odgovorima, ili se zabila kamionom prve pomoći, ili pak vlastitim auto u zid bolnice. Lisa, sva uplakana objašnjava Harryiju situaciju te zajedno kreću prema njenom apartmanu. U apartmanu, Harry je u mogućnosti gledati Lisu kako se presvlači u ogledalo sobe, ili gledati TV. Ako igrač odluči gledati presvlačenje, može dobiti dvije reakcije Lise, jednu kako sramežljivim glasom govori da je perverzan te da joj ne smeta gledanje, ili agresivnu reakciju kako mu govori da se izgubi iz kuće. Ako je igrač gledao televiziju, reći će kako je dobar te da se osjeća sigurno pored njega. Kako bilo, zamolit će ga da donese žutu tabletu protiv bolova, igrač ponovno ima dvije mogućnosti, donijeti Lisi krivu ili točnu tabletu. Odabir će kasnije utjecati na Lisu. Nakon što napusti apartman, kreće prema trgovačkom centru Tolluca. No prije nego uđe, dobiva poziv od Lise. Ovdje nastupa odabir oko tablete, ako je igrač dao pravu tabletu, reći će kako je imala groznu noćnu moru te da se vrati u apartman, a ako je dao krivu reći će da je napravio nešto krivo i da se odmah vrati. Kako bilo, Harry će ili zateći Lisu već mrtvu, ili gotovo mrtvu Lisu, koja će samo reći „Harry” te umrijeti. Cybil će se zatim pojaviti, ovaj put kompletno protiv Harryja. Također će ga optužiti za ubojstvo Lise te za laž o svom imenu. Ponovno slijedi „noćna mora”. Nakon more, Harry se sada nalazi u Tolluca centru. Koji ga vodi do zalagaonice u kojem će upoznati „stariju” Dahliju. Dahlia, zbunjena otkriva Harryju da su u braku te da je Cheryl kod svjetionika. Svijet se ponovno smrzaje, no ovaj put ne ulazimo u noćnu moru, već labirint. Labirint se sastoji od istih soba, puno vrata i nevidljivih mjesta. Harry, nakon što izađe iz labirinta, nađe se u Cherylinoj sobi, no ona nije ondje. Harry zaspe te slijedi nova terapija. 
U zadnjoj terapiji odgovoramo na pitanja o seksu i seksualnosti. Nakon terapije, Harryja budi Michelle te ga zove da se upozna s Johnom – njezinim dečkom te da ga odvedu do svjetionika. Tijekom vožnje, ovisno o odgovorima, John se može naljutiti na Michelle ili obrnuto. Harry, prepušten sam sebi, kreće do svjetionika. Na granici svjetionika i rijeke, naiđe na Dahliju u brodu Orpheus. Dahlia predlaže da vode ljubav, no Harry zabrinut za kćer odbija te Dahlia namješta autovozača do svjetionika. Do svjetionika, Dahlija napije Harryja te završe vodeći ljubav. Harry se budi bez odjeće, u smrznutom svijetu. Srećom nalazi odjeću na ormaru te kreće prema svjetioniku. No prije nego što dođe, napadnu ga „noćne more”. Kada igrač pomisli da su ga ubili, ispostavi se ta se to i trebalo dogoditi te se zaleđena rijeka otapa te Harry pada u vodu. Harry mora plivati do obale, no u međuvremenu se onesvijesti. Cyibil ga nalazi te ga vadi iz vode. Harry uvjeren da je još protiv njega, uzima joj pištolj te ga peri u Cybil. Cybil objašnjava kako nije protiv njega, već da je zbunjena, jer je provjerila dosje o Harry Masonu u postaji te se ispostavilo da je Harry Mason poginuo u prometnoj nesreći prije 18 godina. Harry sam zbunjen, i dalje ulazi u svjetionik. Kad dođe ispred vrata, igra je gotova te se vraćamo na terapiju. Kaufmann objašnjava pacijentu da mu otac nije bio heroj te da mora prestati opsesivno misliti o njemu. Nakon par sekundi, Harry ulazi u ured te se otkriva da pacijent nije Harry Mason, već Cheryl Heather Mason, sada 25-godišinja depresivna žena koja ne može pustit uspomenu na oca. 

### Kraj igre
Igra ima više svršetaka, a svi ovise o odgovorima na pitanja, radnjama i ponašanju igrača tijekom igranja.
Prije završnog videa, moguća su tri razgovora Cheryl i Harryja:
- Cheryl preboljeva očevu smrt te mu govori: „Bio si uz mene tako dugo.”, na što Harry odgovara: „Uvijek ću biti.” Zatim se nasmiješi i po prvi puta smrzne u igri.
- Cheryl odbija da ju otac dotakne po ramenu te kaže: „Zašto si morao umrijeti? Nisam ja kriva! Netko mora preuzeti krivnju!” Harry se na to odmakne od nje te joj kaže: „Zaboravi me.” Nakon čega se smrzne i raspade u komadiće, na što Cheryl počne plakati.
- Cheryl je u zabludi te govori svom ocu: „Tata, ti jesi heroj. Čovjek koji je poginuo, to nije moj otac. Ne onakav kakvog se sjećam. Tvoje uspomene su sve što imam – ti si sve što imam.” Harry zatim odgovori: „Uopće nisam duh.” Cheryl zatim zagrli oca i počne plakati. Iako je Cheryl sretna, terapija nije bila uspješna.

Nakon razgovora, moguće su četiri videosnimke kraja. Svaka također ovisi o odgovorima na pitanja, radnjama i ponašanju igrača tijekom igranja.
- Love Lost: Harry je pored auto s Dahlijom, spreman otići. Harry zatim kaže Cheryl da ona nije kriva za rastavu, kaže joj: „Dušo, nemoj snimati ovo. Znaš da ovo nema veze s tobom zar ne? Ionako se mama i tata više ne vole, oboje volimo tebe, i uvijek ćemo te voljeti.” Ova snimka smatra se najboljim krajem igre. Kraj se dobiva ako se igrač nije fokusirao na alkohol, seks, droge i slično, već se ponašao kao dobra osoba.
- Drunk Dad: Harry se vraća kući pijan s bocom u ruci. Govori Cheryl da mu donese još jedno pivo. Harry je bio pijanac te je rijetko bio s obitelji. Kraj govori kako je Harry, dok je bio živ bio loša osoba s lošim utjecajem zbog alkoholizma. Kraj se dobiva ako se igrač fokusirao na alkohol, droge, cigarete i slično.
- Sleaze and Sirens:  U brodu Orpheus, Harry leži na krevetu s Lisom i Michelle. Zatim ga pitaju da li mogu biti u njegovoj sljedećoj knjizi te da je posveti njima, na što Harry odgovara da posvjećuje knjige ženi i kćeri jer jer je to „jedino pošteno”, nakon čega se svo troje nasmije. Dok je Harry bio živ, varao je ženu. Ovaj kraj se dobiva ako se igrač fokusirao na seks, i kao perverznjak općenito.
- Wicked and Weak: U dnevnoj sobi, Dahlia par puta udari Harryja. Dahlia optužuje Harryja da nema dovoljno novca, da su mu knjige smeće, da ih nitko ne čita te da je „bezvrijedni gubitak prostora”. Harry primijeti Cheryl kako snima te se rastuži. Smatra se najtužnijim krajem igre, dobiva se ako osoba nije društvena, da teško postiže prijatelje te ako je osoba samokritična.